# هل‌بلید: پیشکش سنوئا
هل‌بلید: فداکاری سنوئا (به انگلیسی: Hellblade: Senua's Sacrifice) یک بازی ویدئویی خیال‌پردازی تاریک در سبک اکشن-ماجراجویی است که توسط استودیوی انگلیسی نینجا تئوری ساخته شده است و در اوت ۲۰۱۷، برای پلی‌استیشن ۴ و ویندوز منتشر شد. این بازی ابتدا قرار بود به صورت انحصاری برای کنسول پلی‌استیشن ۴ منتشر شود، اما مدتی بعد نینجا تئوری خبری مبنی بر عرضهٔ این عنوان بر روی رایانه‌های شخصی را نیز آشکار ساخت. نسخهٔ کنسول ایکس‌باکس وان این عنوان در ۱۱ آوریل ۲۰۱۸، تنها به صورت توزیع دیجیتال و همچنین با پشتیبانی از گرافیک پیشرفته برای اکس‌باکس وان اکس در دسترس قرار گرفت. نسخهٔ کنسول‌های نینتندو سوئیچ در آوریل ۲۰۱۹، و اکس‌باکس سری اکس/اس در اوت ۲۰۲۱ عرضه شدند. هل‌بلید توسط توسعه‌دهندگان به عنوان یک بازی مستقل تریپل‌ای توصیف شده است، این بدین معنی است که بازی به‌طور مستقل توسعه و انتشار یافته، اما با تمام ارزش‌های کیفیت و ساختی که هر بازی ای‌ای‌ای در بازار دارد.
هل‌بلید همانند بازی شمشیر آسمانی پیچیده و شیطانی به نظر می‌رسد و همچنین نام بازی «هل‌بلید»، به‌طور مستقیم نقطهٔ مقابل آن است و در هر دو عنوان از شخصیت‌های مؤنث به عنوان شخصیت اصلی و ناجی سرنوشت استفاده شده است. این بازی با الهام از اسطوره‌شناسی اسکاندیناوی و فرهنگ سلت‌ها ساخته شده است و به دنبال شخصیت سنوئا، یک جنگجوی پیکت اهل اورکنی است که به منظور نجات و رهایی روح معشوق مرده خود از دست ایزدبانوی سرزمین مردگان هل، باید با شکست دادن موجوداتی از دنیای دیگر و مواجه با چالش‌های آن‌ها، راهی سرزمین هل‌هایم شود. در بازی ترکیب چندین سبک از بازی‌های ویدئویی شامل هک اند اسلش، معمایی و وحشت روان‌شناختی وجود دارد.
هل‌بلید یک موفقیت تجاری بود و با واکنش‌های مطلوبی از سوی منتقدان همراه بود که آن را به عنوان یک اثر هنری مورد ستایش قرار دادند، و همچنین تصمیمات غیرِمعمول حول محور روان‌پریشی، کیفیت و منحصربه‌فرد بودن رویکرد آن از شرایط، و داستان و شخصیت اصلی بازی نیز مورد تحسین قرار گرفت، اگرچه منتقدان از گیم‌پلی و اِلمان‌های دیگری در بازی انتقاداتی داشتند. همچنین نمایش کلی بازی، در کنار اجرای ملینا یورگنس، از نظر کیفیت چیزی بیش از آنچه در نظر گرفته می‌شود که اغلب در بازی‌های مستقل ارائه می‌دهند. دنبالهٔ این بازی تحت عنوان حماسه سنوئا: هل‌بلید ۲ در مراسم جوایز بازی سال ۲۰۱۹ رونمایی شد.

## داستان
داستان بازی در اواخر سدهٔ ۸ میلادی و بر اساس اسطوره‌شناسی سلتی بوده و شخصیت اصلی داستان یک دختر جنگجوی پیکت به نام سنوئا است که به منظور نجات روح معشوقه مرده‌اش از دست ایزدبانوی هل، اقدام به انجام سفری به دنیای مردگان (هل‌هایم) و عالم اموات می‌کند.

## مراحل توسعه
هل‌بلید برای اولین بار در تاریخ ۱۲ اوت ۲۰۱۴ و در طی نشست رسانه‌ای شرکت سونی در نمایشگاه گیمزکام به همراه تریلری رونمایی شد. خبر انتشار نسخهٔ ویندوز بازی نیز در ۹ ژانویهٔ ۲۰۱۵ اعلام شد. بر طبق گفته‌های نینجا تئوری نسخهٔ ویندوز بازی از وضوح ۴کی پشتیبانی خواهد کرد. کار توسعهٔ بازی توسط تیمی کوچک متشکل از ۱۵ نفر از اوایل سال ۲۰۱۵ و با بودجه‌ای محدود آغاز شد. عنوان رسمی بازی در مارس ۲۰۱۶، هل‌بلید: پیشکش سنوئا اعلام گردید.
کارِ صداپیشگی و ضبط حرکت شخصیت سنوئا توسط عکاس کارمزدی آلمانی، ملینا یورگنس صورت گرفته است که پیش از پروژهٔ هل‌بلید هیچ‌کدام از این کارها را انجام نداده بود.

## بازتاب‌ها
| گردآورنده  | امتیاز                                       |
| ---------- | -------------------------------------------- |
| گیم‌رنکینگز | ۸۲٫۱۰٪                                       |
| متاکریتیک  | ۸۱/۱۰۰ (پی‌اس۴) ۸۳/۱۰۰ (پی‌سی) ۸۸/۱۰۰ (اکس‌وان) |

| ناشر                    | امتیاز    |
| ----------------------- | --------- |
| الکترونیک گیمینگ مانثلی | ۸٫۵/۱۰    |
| گیم اینفورمر            | ۸/۱۰      |
| گیم‌اسپات                | ۸/۱۰      |
| آی‌جی‌ان                  | ۹/۱۰      |
| جاینت بامب              | 4/5 ستاره |

هل‌بلید به‌طور کلی مورد تحسین منتقدین قرار گرفت و نسخهٔ پلی‌استیشن ۴ با میانگین امتیاز ۸۱ از ۱۰۰ بر اساس ۶۸ نقد، و نسخهٔ ویندوز با امتیاز ۸۳ بر اساس ۲۴ نقد در وبگاه متاکریتیک قرار دارند. وبگاه آی‌جی‌ان و گیم‌اسپات به ترتیب امتیاز ۹ و ۸ از ۱۰ را به این بازی تقدیم کردند. وبگاه گیم‌اسپات ترکیب گرافیک شگفت‌انگیز و طراحی نوآورانهٔ بازی را برای تقویت داستان و روند بازی، طراحی باورنکردنی صدا، مبارزات رضایت‌بخش و قوی و روایت داستانی بازی را مورد تقدیر قرار داد، و در طرف دیگر ساختار معماهای تکراری و دستورالعمل‌ها و مسیرهای بی‌شمار را که گاهی پیشروی در بازی را با اختلال مواجه می‌کرد، مورد انتقاد قرار داد.

## دنباله
حماسه سنوئا: هل‌بلید ۲ در مراسم گیم آواردز ۲۰۱۹ رونمایی شد و در مه ۲۰۲۴ برای مایکروسافت ویندوز و کنسول اکس‌باکس سری اکس/اس منتشر شد. موسیقی متن بازی توسط هایلونگ ساخته شده است و در ایسلند جریان دارد و از آنریل انجین ۵ بهره می‌برد.